# Helter Shelter
«Helter Shelter» (рус. Жизнь наизнанку) — пятый эпизод четырнадцатого сезона мультсериала «Симпсоны». Впервые вышел в эфир 1 декабря 2002 года.

## Сюжет
Гомер получает на работе травму, когда на него внезапно падает труба. В качестве компенсации мистер Бернс даёт Гомеру билеты на хоккейный матч в VIP-зону. Симпсоны, в основном, лишь пользуются услугами VIP-зоны. Только Лиза спускается вниз, чтобы посмотреть игру. Она даёт подсказку спрингфилдскому хоккеисту и, благодаря её помощи, «Изотопы» выигрывают матч. В благодарность он отдаёт девочке свою фирменную клюшку. К несчастью, в клюшке были термиты, которые почти разгрызли весь дом. Дезинсектор временно закрывает дом Симпсонов на карантин, поэтому семейке приходится искать новый дом. К сожалению, все гостиницы города переполнены. Также Симпсоны отказываются временно пожить у своих друзей: у Ленни есть стеклянная стена, за которой играют в баскетбол, у Продавца Комиксов дома стоит коллекция макетов пришельцев, а в таверне Мо нравится только Гомеру. Но именно у Мо они находят выход: Барни рассказывает им о новом реалити-шоу «1895», в котором участникам дают бесплатный дом, вот только жить в нём надо так, как будто сейчас 1895 год, без всех прелестей современной жизни. Симпсоны согласны, продюсеры тоже (им как раз нужна обычная, «нетелевизионная» семья). Так Симпсоны попадают в XIX век.
Поначалу новая «старая» жизнь не по душе Симпсонам: их заставляют носить одежду тех времён, в магазине Апу им не продают то, чего не было в 1895 году, а единственным современным прибором в доме оказывается «комната для исповеданий» (как в любом реалити-шоу). В общем, Симпсоны на себе испытывают все «прелести» тех времён, такие, как опасная бритва, паровой автомобиль и очень неудобная одежда. Но вскоре Гомер меняет тактику: раз Симпсоны попали в телевизор, значит, нужно выжать из него всё. Поэтому семейка постепенно привыкает к новой жизни и перестаёт испытывать неудобства. Это снижает рейтинги передачи, ведь зрители хотят скандалов, а не мирной жизни, поэтому продюсеры идут на крайние меры: сначала они подселяют к Симпсонам некую звезду по имени Сквигги, а потом и вовсе сбрасывают дом Симпсонов в водопад.
Бедной семье удаётся выбраться из потока воды, но теперь их викторианская жизнь разрушена. Продюсерам абсолютно плевать на страдания Симпсонов, им нужен только рейтинг. Вскоре опечаленные Симпсоны натыкаются на группу дикарей, которые, как оказалось, раньше были участниками других передач канала, а потом их вышвырнули. Но теперь грядёт возмездие: разозлённые своей участью Симпсоны со своими новыми друзьями нападают на своих обидчиков. Они разбивают аппаратуру, избивают съёмочную группу и продюсеров, а после улетают домой на съёмочном вертолёте. После всего этого Гомер не может прийти в себя и даже не смотрит телевизор из-за пережитых приключений. Поэтому Симпсоны решают поменьше проводить время с телевизором, где правят однообразные ток-шоу с их наглыми продюсерами.

## Интересные факты
- Сцена, в которой Симпсоны стоят около своего дома и ждут, когда окончится дезинфекция — пародия на заставку мультсериала Царь Горы.
- Название фирмы дезинсекторов "Bug's Death exterminators" и её логотип - отсылка к мультфильму Приключения Флика.